# اره ۱۰
اره ۱۰ (به انگلیسی: Saw X) یک فیلم ترسناک آمریکایی از سال ۲۰۲۳ به کارگردانی کوین گرویترت، بر اساس فیلمنامه‌ای از جاش استولبرگ و پیتر گلدفینگر است. این نهمین قسمت اصلی و دهمین قسمت کلی از مجموعه‌فیلم‌های اره است و هم به‌عنوان دنباله مستقیم برای اره (۲۰۰۴) و هم به‌عنوان پیش‌درآمد یا پیشایند برای اره ۲ (۲۰۰۵) عمل می‌کند. در این قسمت توبین بل و شاونی اسمیت نقش‌های خود را از فیلم‌های قبلی تکرار می‌کنند و سینوو ماکودی لوند، استیون برند و مایکل بیچ به‌عنوان بازیگران جدید در آن نقش‌آفرینی می‌کنند. در این فیلم، که بین وقایع دو فیلم اول اتفاق می‌افتد، جان کرامر به این امید به مکزیک سفر می‌کند که یک روش آزمایشی بتواند او را درمان کند. با این حال، چندی بعد ثابت می‌شود که این عملیات کلاهبرداری است و او را به ربودن افراد مسئول و قرار دادن آنها در دام مرگ مشهور خود سوق می‌دهد.
گزارش شده بود که قسمت دهم توسط تویستد پیکچرز در آوریل ۲۰۲۱ در حال ساخت است، که با همکاری استولبرگ و گلدفینگر، نویسندگان دو اثر قبلی این مجموعه، تأیید شد که فیلمنامه در دسامبر ۲۰۲۱ تکمیل شده‌است. تصویربرداری اصلی در اکتبر ۲۰۲۲ در مکزیکوسیتی آغاز شد.
اره ۱۰ در ۲۹ سپتامبر ۲۰۲۳ توسط لاینزگیت فیلمز اکران شد. این فیلم به‌طور کلی نقدهای مثبتی از منتقدان دریافت کرد و بسیاری آن را قوی‌ترین اثر از زمان اولین فیلم تاکنون توصیف کردند و از نقش‌آفرینی بل ستایش کردند.

## خلاصه داستان
جان کرامر/جیگ‌ساو به امید پیدا کردن درمانی برای سرطان خود، به کشور مکزیک سفر می‌کند. با این حال او متوجه می‌شود که تمامی این قضیه درمان یک کلاه‌برداری بوده و حال آتش خشم وی برای گرفتن انتقامی خونین شعله‌ور می‌شود که پای تله‌های مرگ‌بارش را به داستان باز خواهد کرد.

## بازیگران
- توبین بل در نقش جان کرامر / جیگ‌سا
- شاونی اسمیت در نقش آماندا یانگ
- سینوو ماکودی لوند در نقش سیسیلیا پدرسون
- استیون برند در نقش پارکر سیرز
- مایکل بیچ در نقش هنری کسلر
- رناتا واکا در نقش گابریلا
- پالت هرناند
- جاشوا اوکاموتو
- اکتاویو هینوجوزا

## تولید

### توسعه
در آوریل ۲۰۲۱ تأیید شد که دهمین قسمت از فرنچایز اره توسط شرکت تویستد پیکچرز با عنوان آزمایشی «Saw X» در حال ساخت است. با این حال، دارن لین بوسمن کارگردان مارپیچ (۲۰۲۱)، که فیلم خود را ماه بعد اکران کرد، اظهار داشت که این یک اعلام زودهنگام بوده که او و تهیه‌کنندگان فیلم را شگفت‌زده کرده‌است و گفت:
فقط به این دلیل که مارپیچ را ساختیم به این معنی نیست که اره دیگر وجود ندارد. فقط به این دلیل که مارپیچ اینجا است، به این معنی نیست که اره ۹ وجود نخواهد داشت. این [مارپیچ] نهمین فیلم در فرانچایز اره نیست. به راحتی می‌توان وجود یک فیلم اره ۹ را در نظر گرفت که مارپیچ را دنبال می‌کند. فکر می‌کنم آنها منتظرند ببینند مارپیچ چگونه پیش می‌رود و مخاطبان چگونه واکنش نشان می‌دهند تا تعیین کنند که چه اتفاقی می‌افتد.
جاش استولبرگ و پیتر گلدفینگر، نویسندگان دو اثر قبلی مجموعه، جیگسا و مارپیچ، تأیید کردند که فیلمنامه در دسامبر ۲۰۲۱ تکمیل شده‌است. در اوت ۲۰۲۲، بلادی دیسگاستینگ گزارش داد که دهمین فیلم این سری را کوین گروترت کارگردانی می‌کند که قبلاً اره ۶ (۲۰۰۹) و اره ۷ (۲۰۱۰) را بر عهده داشت.

### انتخاب بازیگران
حضور توبین بل در اکتبر ۲۰۲۲ در نقش جان کرامر / جیگ‌سا تأیید شد. در دسامبر ۲۰۲۲، سینوو ماکودی لوند، استیون برند و مایکل بیچ در نقش‌های اعلام‌نشده به بازیگران پیوستند. همچنین گزارش شد که شاونی اسمیت که در فیلم‌های قبلی در نقش «آماندا یانگ» ظاهر شده بود، در حال مذاکره برای ایفای نقش خود بود که آخرین بار در فیلم اره ۶ دیده شد. در همان ماه، رناتا واکا، پائولت هرناند، جاشوا اوکاموتو و اکتاویو هینوجوزا برای نقش‌های نامعلوم انتخاب شدند.

### فیلم‌برداری
تصویربرداری اصلی در اواخر اکتبر ۲۰۲۲ در مکزیکوسیتی آغاز شد و در ژانویه ۲۰۲۳ به پایان رسید. این یک انحراف از هشت فیلم قبلی بود که همگی در تورنتو فیلم‌برداری شده بودند، به استثنای نخستین فیلم، اره (۲۰۰۴)، که در لس آنجلس فیلم‌برداری شد.

## انتشار
اره ۱۰ در ۲۹ سپتامبر ۲۰۲۳ به صورت سینمایی توسط لاینزگیت فیلمز در ایالات متحده اکران شد. این فیلم در ابتدا قرار بود در ۲۷ اکتبر ۲۰۲۳ اکران شود.

## بازخورد
در وبگاه جمع‌آوری نقد راتن تومیتوز، ٪۸۳ از ۱۱۲ بررسی منتقدان مثبت است و میانگینِ امتیاز آن ۶٫۶/۱۰ است. اجماع این وبگاه چنین می‌نویسد: «اره ۱۰ با رهبری بهترین نقش آفرینی توبین بل از تمام سری، این فرنچایز را با قسمتی که دل و جانی شگفت‌انگیز دارد، دوباره زنده می‌کند.» این فیلم بالاترین امتیاز در تاریخ این فرنچایز را در وبسایت راتن تومیتوز در اختیار دارد که از فیلم اول (۵۰٪) پیشی گرفت. این فیلم در متاکریتیک که از میانگین وزنی استفاده می‌کند، بر اساس نظر ۲۱ منتقدین امتیاز ۶۰ از ۱۰۰ را کسب کرده که نشان‌گر «نقدهای مختلط یا متوسط» است. تماشاگرانی که توسط سینماسکور مورد بررسی قرار گرفتند به فیلم نمره متوسط «B» را در مقیاس A+ تا F دادند، در حالی که تماشاگران پست‌ترک به آن نمره کلی ۸۲ درصد مثبت دادند و ۶۲ درصد گفتند که قطعاً فیلم را توصیه می‌کنند.